# 独身アパートどくだみ荘
『独身アパートどくだみ荘』（どくしんアパートどくだみそう）は、福谷たかしによる日本の漫画作品。および、それを原作とした映画、OVA、オリジナルビデオ。

## 作品概要
『週刊漫画TIMES』（芳文社）1979年5月18日号から1993年4月2日号まで連載。東京都杉並区阿佐ヶ谷を舞台に、四畳半の安アパートで暮らす貧乏な男の青春を描いた作品。主人公・堀ヨシオのモデルは作者である福谷となっており、作者の実話をもとに描かれたストーリーも存在する。福谷は1999年のインタビューで「男と女をテーマにしたマンガ」「ほとんど自叙伝」「実体験をちょっと自己弁護した感じで描いてた」と語っている。
汚くて華がなく、かつエロティックなストーリーであるが、女性とうまく付き合っていたのに、最後には捨てられてしまうというあまりにもみじめな主人公の人生に多数の読者が共感し人気を得た。風俗・ヤクザ・麻薬中毒者などサブカルチャーを多数扱っており、1988年11月4日号から12月9日号に掲載されたHIVを扱ったエピソード「愛と死を見つめて」は「蔑視・差別表現」にあたるとしてHIVと人権・情報センターよりクレームを受けた。
最初は月1 - 2回の不定期連載だったがすぐに人気が出始め、1980年1月4・11日合併号から早くも週刊連載されたが、この時はアシスタントがいなかったこともあり数週で頓挫し休養。数か月のブランクを経て不定期連載として復帰した後、アシスタントを付け同年12月5日号から隔週連載、1982年5月21日号から再び週刊連載となりそのまま続いた。しかし、1990年代に入ったころから作者がマンネリに悩み、連載648回目で「もう描かない」と宣言し終了となった。
当初は基本的に一話完結だったが、1982年に週刊連載となって以降は数週にわたるエピソードも描かれるようになり、特にマンネリに悩んだ末期はエピソードの引き伸ばしが増えた。
連載期間に合わせて作中でも時間経過し、登場人物も逐次年齢を重ねるが、リアルタイムよりは若干遅い（ヨシオの年齢は「連載開始時（1979年）に24歳」「1988年初頭に『今年三十路を迎える』」「1990年10月に30歳」とされている）。

## 新・どくだみ荘
編集部の要望もあり、終了翌年の1994年から同誌で『新・どくだみ荘』として連載を再開。しかしその直後、過去のどくだみ荘に他の漫画家の模倣が多数あるということで、作者の福谷が模倣された作家からのクレームを受けた。本人もそれを認め、模倣したコマに対する使用料を作家に支払うことで解決したが、他人の作品を無断で使ってしまったことに後悔し、謝罪とともに「筆を折る」と宣言、1994年4月1日号から8月26日号までのわずか15回で連載終了となり、全て単行本未収録に終わった。
なお、作者の福谷の死後の2004年には、同誌の1月7・14日合併号から2月4日号まで、お年玉企画として原作：福谷たかし、画：中河和典、シナリオ協力：やまざきみきで『帰ってきたどくだみ荘』が掲載された。こちらは完結編ともいえる内容で、現在のどくだみ荘（かつてヨシオが入居していた部屋）に漫画家志望の青年が入居し、ヨシオの幽霊から漫画のアドバイスをもらいながら執筆活動を行い、雑誌社から連載を任されるまでに成長。最終的にヨシオがガス中毒で死亡していたという形で完結した。

## 登場人物

### どくだみ荘の人物
堀 ヨシオ（ほり ヨシオ）
本作の主人公。岡山県西大寺出身の24歳（初登場時）。農家の後継ぎになることを拒み、ミュージシャンを志し上京してきたものの、デビューに至らず、現在は阿佐谷にある四畳半一間・風呂無し・トイレ共同・キッチン共同の安アパート「どくだみ荘」8号室で「金なし・職なし・女なし」の貧乏な独身生活を送っている。
ギターは上京後1年で質屋に流してしまい、以後は日雇い労働（主に土木建設作業）で生計を立てている。心根は優しいが極度のスケベで、いつも「女とヤリたい」と考えており、街で女性を見かけてはナンパし、少し仲良くなればすぐにベッドインを狙い、自宅で暇を持て余してはオナニーに明け暮れる。しかし実は現在、青春真っ只中で、思わぬ出会いがたびたび訪れる…のだが、いつもそのチャンスを逃してしまう。趣味は飲酒で、酒を飲んでは道端に倒れることも多い。
ストーリー上のモデルは前述のとおり作者の福谷自身だが、外見上のモデルは山松ゆうきちのアシスタントを務めていた人物。
六田 大助（ろくた だいすけ）
7号室の住人。第4話から登場し、連載終了まで準レギュラー。眼鏡をかけている。ヨシオと同じ岡山出身で、漫画家を目指し上京。その後、ヒット作こそないが生活できる程度の仕事は得ている様子。当初は堅い性格だったが、中後期には柔軟になっていった。
豪 広美（ごう ひろみ）
6号室の住人。第8巻から本格登場し、六田と共に準レギュラー。秋田出身で、きつい訛りと（ヨシオを「ヨスオくん」と呼ぶ）、頬にある毛の生えた大きなホクロが特徴。新聞配達などのバイトをしつつ、地方から集団上京した若者の交流サークル「若い芽っこの会」の阿佐谷支部長を務める。ヨシオより4歳ほど年下。
普段は東北人らしい温厚で朴訥とした男だが、酒を飲むと暴れてヤクザに絡んだり、野犬を口元から八つ裂きにしたりと酒癖が悪い。花という妹がいる。
木村 由松（きむら よしまつ）
5号室の住人。過去のとある出来事が原因で、息子夫婦・孫娘と折り合いが悪くなりどくだみ荘で一人暮らししていた。後に千葉の老人ホームへ転居するが、その後も時おり再登場する。
大家
どくだみ荘のオーナー。ヨシオの度重なる家賃滞納に頭を痛め、数度追い出している。

### ヨシオの家族
堀 ミユキ（ほり みゆき、美幸）
ヨシオの妹。しばしば兄のヨシオを叱るが、兄思いの一面もある。初登場時に加藤進と婚約しており、後に結婚して一子を儲ける。
堀家とは血は繋がっていない養子（捨て子）である。作中、ヨシオに犯されそうになったことがある。
堀 千代（ほり ちよ）
ヨシオの母。父に勘当されたヨシオの身を案じる。後に源と再婚。
ヨシオの父
農家。家業を継がず上京するヨシオを勘当同然で家から追い出すが、連載初期にガンで亡くなる。「留さん」と呼ばれる場面があるが、フルネームは不明。
山岡 源（やまおか げん）
農協職員。居酒屋の女将だった妻と死別し、後に千代と再婚。ヨシオの継父となる。前妻との娘・カズ子がいる。
加藤 進（かとう すすむ）
ミユキの夫。浮気癖があり、数度にわたって離婚の危機を迎えている。

### その他
五利田（ごりた）
「伍利田」とも表記、通称「ゴリさん」。杉波署に勤める武闘派刑事で、ヨシオをたびたび取り調べたことから親しくなった。過去の抗争が原因で男性機能を喪失している。妻・洋子と二人暮らし。
ユミ
ヨシオが通うスナックのホステス。連載中期の準レギュラー。後に店をたたんで故郷に戻る。ほぼ同じ役割のキャラクターとしてサユリ、加奈がいる。
マコト
ヨシオの友人で自称・スケコマシ。女性がらみのおいしい話をヨシオに持ちかけてくるが、たいていロクなことにならない。ほぼ同じ役割のキャラクターとして、自称・性風俗に詳しい男、オサムがいる。
山嵐 光三郎（やまあらし こうざぶろう）
アパートの一室に「山嵐人類研究所」を構える科学者。自身が開発した新薬の実験を何度かヨシオに頼む。
福谷 たかし（ふくたに たかし）
作者自身。コマの隅にモブとして登場するほか、メインストーリーに絡む回も数話ある。初期はニット帽に長髪のヒッピー風スタイル、後期は短髪。
このほか、似た容姿の漫画家「河豚谷 隆（ふぐたに たかし）」も2度登場している。

## 単行本
単行本は芳文社コミックスより全35巻。その後、1994年から1995年にかけて過去の未収録エピソードを収録した「新・どくだみ荘」（雑誌掲載の新・どくだみ荘とは別）が同じく芳文社コミックス全7巻で刊行され、2001年から2004年にかけて芳文社のマイパルコミックスよりコンビニコミックが全13巻刊行（一部に以前の単行本未収録のエピソードを収録）。また、2006年にはよりぬき「どくだみ荘」やこれまでの単行本で未収録だった「福谷たかし物語」、作者の年譜を収録した「レジェンド どくだみ荘伝説」が青林工藝舎より刊行された。
単行本の売り上げは累計500万部を記録している。現在はいずれも絶版であるが、最初に刊行された全35巻の単行本のみ電子書籍化されている。
福谷の死後、2009年にフランス語、2017年に英語に翻訳され日本国外で出版された。

### 書誌情報
- 『独身アパートどくだみ荘』 芳文社〈芳文社コミックス〉、全35巻[7]
  1. 1980年6月発行、ISBN 9784832221390
  2. 1980年12月発行、ISBN 9784832221758
  3. 1981年7月発行、ISBN 9784832222175
  4. 1981年9月14日発売、ISBN 9784832222342
  5. 1982年2月27日発売、ISBN 9784832222632
  6. 1982年7月14日発売、ISBN 9784832222878
  7. 1982年12月18日発売、ISBN 9784832223134
  8. 1983年4月14日発売、ISBN 9784832223264
  9. 1983年10月14日発売、ISBN 9784832223479
  10. 1984年1月23日発売、ISBN 9784832223585
  11. 1984年6月28日発売、ISBN 9784832223783
  12. 1984年10月13日発売、ISBN 9784832223943
  13. 1985年1月23日発売、ISBN 9784832224100
  14. 1985年6月27日発売、ISBN 9784832224339
  15. 1985年11月14日発売、ISBN 9784832224575
  16. 1986年3月14日発売、ISBN 9784832224797
  17. 1986年7月28日発売、ISBN 9784832225022
  18. 1986年10月14日発売、ISBN 9784832225138
  19. 1987年1月14日発売、ISBN 9784832225244
  20. 1987年4月14日発売、ISBN 9784832225343
  21. 1987年9月14日発売、ISBN 9784832225473
  22. 1988年1月29日発売、ISBN 9784832225602
  23. 1988年4月22日発売、ISBN 9784832225701
  24. 1988年8月16日発売、ISBN 9784832225800
  25. 1988年11月11日発売、ISBN 9784832225848
  26. 1989年1月27日発売、ISBN 9784832225862
  27. 1989年6月16日発売、ISBN 9784832225909
  28. 1990年1月12日発売、ISBN 9784832226012
  29. 1990年7月27日発売、ISBN 9784832226104
  30. 1990年11月08日発売、ISBN 9784832226159
  31. 1991年4月30日発売、ISBN 9784832226241
  32. 1991年9月13日発売、ISBN 9784832226333
  33. 1992年3月27日発売、ISBN 9784832226449
  34. 1992年7月31日発売、ISBN 9784832226531
  35. 1993年1月14日発売、ISBN 9784832226647
- 『新・どくだみ荘』 芳文社〈芳文社コミックス〉、全7巻[7]
  1. 1994年1月28日発売、ISBN 9784832226937
  2. 1994年2月25日発売、ISBN 9784832226951
  3. 1994年4月8日発売、ISBN 9784832226975
  4. 1994年7月7日発売、ISBN 9784832227002
  5. 1994年10月21日発売、ISBN 9784832227064
  6. 1995年3月9日発売、ISBN 9784832227163
  7. 1995年9月8日発売、ISBN 9784832227316
- 『独身アパートどくだみ荘』 芳文社〈芳文社マイパルコミックス〉、全13巻[7]（コンビニコミック）
  1. 2001年4月16日発売、ISBN 9784832228351
  2. 2001年7月16日発売、ISBN 9784832228528
  3. 2001年10月16日発売、ISBN 9784832228665
  4. 2001年12月14日発売、ISBN 9784832228733
  5. 2002年3月15日発売、ISBN 9784832228832
  6. 2002年6月17日発売、ISBN 9784832228955
  7. 2002年9月17日発売、ISBN 9784832229075
  8. 2002年12月16日発売、ISBN 9784832229204
  9. 2003年3月17日発売、ISBN 9784832229365
  10. 2003年6月16日発売、ISBN 9784832229488
  11. 2003年8月18日発売、ISBN 9784832229594
  12. 2003年11月17日発売、ISBN 9784832229693
  13. 2004年2月16日発売、ISBN 9784832229808
- 『レジェンド どくだみ荘伝説』 青林工藝舎、2006年6月16日発売、ISBN 9784883792177[7]

## 映画
1988年12月24日公開。1989年にVHS化されたが、DVD化はされていない。
原作者の福谷が通行人役でカメオ出演している。

### スタッフ
- 監督：阿部誠華
- 原作：福谷たかし
- 製作：小松崎隆次、大澤稔
- 企画：衣川仲人、金沢文衛
- プロデューサー：大上典保、太田順之
- 脚本：滝洸一郎、阿部誠華
- 音楽：緒方泰男
- 主題歌：『泣かないで泣かないで』（唄：三好鉄生）
- 撮影：佐藤祐史
- 照明：田中謙治
- 美術：丸尾知行
- 録音：福岡修
- 編集：菅野善雄
- 助監督：小林要
- スチール：副田宏明
- アクション監督：足立伶二郎
- 配給：松竹富士
- 製作：ムービーワン

### キャスト
- 堀ヨシオ：サード長嶋
- 立花ルミ：松岡知重
- 堀千代：中村玉緒
- 堀みゆき：戸川京子
- ゆかり：中村れい子
- 豪広美：斎藤洋介
- 六田大助：宮川一朗太
- ボクサー金子：山田辰夫
- ドクター渡辺：太田恵介
- 伝吉：ガッツ石松
- ヤクザ風の男：石倉三郎
- 後藤：三好鉄生
- 鉄：ストロング金剛

## OVA版
1989年から1990年にかけて、パック・イン・ビデオから1巻、日本コロムビアから2・3巻の全3巻がリリース。現在DVD化はされていない。性表現が含まれているが、アダルトアニメ扱いではない。

### 独身アパートどくだみ荘 （1989年）
1話収録。この一作のみ、主題歌として憂歌団の「嫌んなった」が起用されている。

#### スタッフ
- 原作：福谷たかし（芳文社刊）
- 監督：立枯たつか
- 作画：小田仁
- 美術監督：石垣努
- 脚本：日野敬元、中城悠人
- 音楽：THE HERO BAND
- 音響効果：横山正和
- 編集：井上和夫
- プロデューサー：長谷川誠子（砂工房）、白石忠一（日映エージェンシー）、高橋春（タカハシスタジオ）
- エグゼクティブプロデューサー：三木孝祐
- 制作協力：タカハシスタジオ
- 製作：砂工房、株式会社日映エージェンシー
- 主題歌：憂歌団

#### キャスト
- ヨシオ：二又一成
- ユウホ：鶴ひろみ
- オサム：中原茂
- 北村弘一
- 浅井淑子
- 郷里大輔
- 塚田正昭
- 津田英三
- 小関一
- 岡のりこ
- 中村ひろみ

### 独身アパートどくだみ荘II（1989年）
「デス・トラップ」「突撃！奥多摩探検隊」の2話を収録。

#### スタッフ
- 原作：福谷たかし（芳文社刊）
- 監督・作画監督・キャラクターデザイン：小田仁
- 監督協力：御厨恭輔
- 脚本：もとひら了
- 音楽：坂口博樹
- 音響効果：横山正和
- 美術監督：龍池昇
- 編集：井上編集室
- 撮影：ITTアニメーション
- プロデューサー：高橋秋（タカハシスタジオ）
- エグゼクティブプロデューサー：山崎敬之
- 制作協力：タカハシスタジオ
- 製作：砂工房

#### キャスト
- ヨシオ：二又一成
- 六田：安西正弘
- しのぶ：伊倉一恵
- ユミ：高田由美

### 独身アパートどくだみ荘III（1990年）
「トウキョウ・ララバイ」「真夜中の訪問者」の2話を収録。

#### スタッフ
- 原作：福谷たかし（芳文社刊）
- 監督：棚橋一徳
- 監督協力：御厨恭輔
- 作画監督・キャラクターデザイン：小田仁
- 脚本：西尾正人、日野敬元
- 音楽：坂口博樹
- 音響効果：堀久雄
- 美術監督：龍池昇
- 編集：薩川昭夫（井上編集室）
- プロデューサー：山崎敬之
- エグゼクティブプロデューサー：高橋美光
- 制作協力：ゆうわ
- 製作：タカハシスタジオ

#### キャスト
- ヨシオ：二又一成
- 飛田展男
- 佐々木優子
- 島田敏
- 秋元羊介
- 西村知道
- 荒川太郎
- 竹村拓

## オリジナルビデオ版
1995年に松竹ホームビデオより全2巻がリリース。現在DVD化はされていない。映画版「どくだみ荘」と同じ阿部誠華が監督を務めている。
ロケ地はヨシオの出身地である岡山市東部の西大寺地区ではなく、岡山市中心部の岡山表町商店街内にある西大寺商店街、新西大寺商店街である。

### 新・どくだみ荘

#### スタッフ
- 製作：櫻井洋三/小林尚武
- 企画：田中浩三/大竹彰
- 原作：福谷たかし（芳文社刊「芳文社コミックス」）
- プロデューサー：山本芳裕/堀口貴子
- 脚本：佐々木哲也
- 監督：阿部誠華
- 音楽プロデューサー：小林宏史（エンドレス・ジャパン）
- 撮影：中橋嘉久
- 照明：馬場修
- プロデューサー補：石塚牧子
- パッケージフォト：安達尊
- 製作協力：コンセプト株式会社

#### キャスト
- 布川敏和
- 蛭子能収
- 田口浩正
- 松田勝
- 水谷ケイ
- 上条うらら
- 松金よね子
- かのう勝彦
- 石井愃一
- 菅原孝一郎
- 市川勇
- 星奈々
- 桑野信義
- 坂木優子

### 新・どくだみ荘2

#### スタッフ
- 製作：櫻井洋三/小林尚武
- 企画：田中浩三/大竹彰
- 原作：福谷たかし（芳文社刊「芳文社コミックス」）
- プロデューサー：山本芳裕/堀口貴子
- 脚本：佐々木哲也
- 監督：阿部誠華
- 音楽プロデューサー：小林宏史（エンドレス・ジャパン）
- 撮影：中橋嘉久
- 照明：馬場修
- プロデューサー補：石塚牧子
- 製作協力：コンセプト株式会社

#### キャスト
- 布川敏和
- 蛭子能収
- 田口浩正
- うえだ峻
- 佐藤正宏
- 梅垣義明
- 小野祥子
- 松金よね子
- かのう勝彦
- 荻原賢三
- 小川美那子
- 高原あきら
- 生稲晃子
- 高樹澪